# Plaza de España (Sevilha)

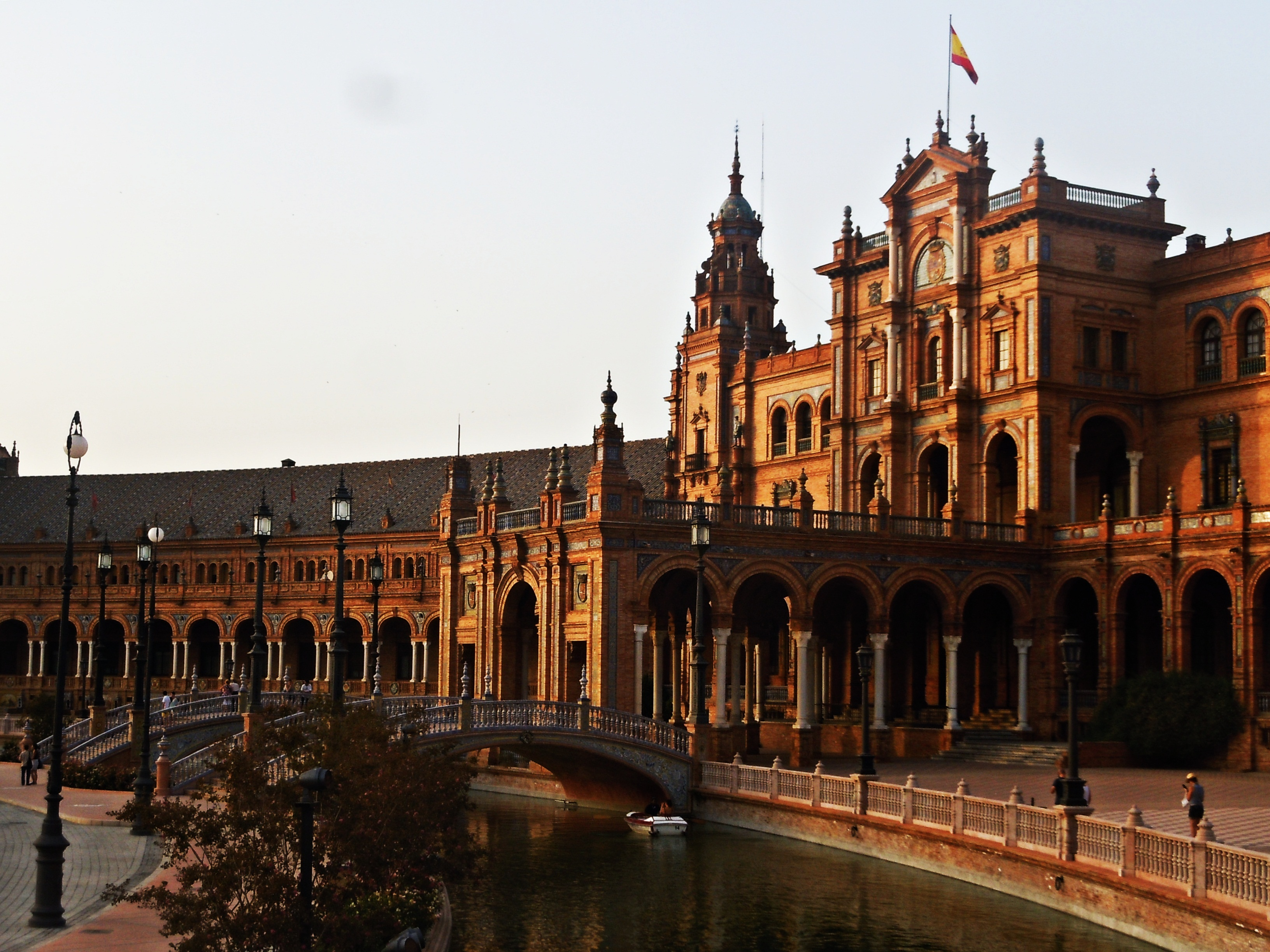
A Plaza de España

A Plaza de España ("Praça de Espanha", em português) é uma praça, no Parque de María Luisa, em Sevilha, Espanha, construída em 1928 para a Exposição Ibero-Americana de 1929. Ela é um exemplo marcante do Regionalismo na Arquitetura, que mistura elementos da Neorrenascença, Moura Revival (Neo-Mudéjar) e estilos de arquitetura espanhola.

## História

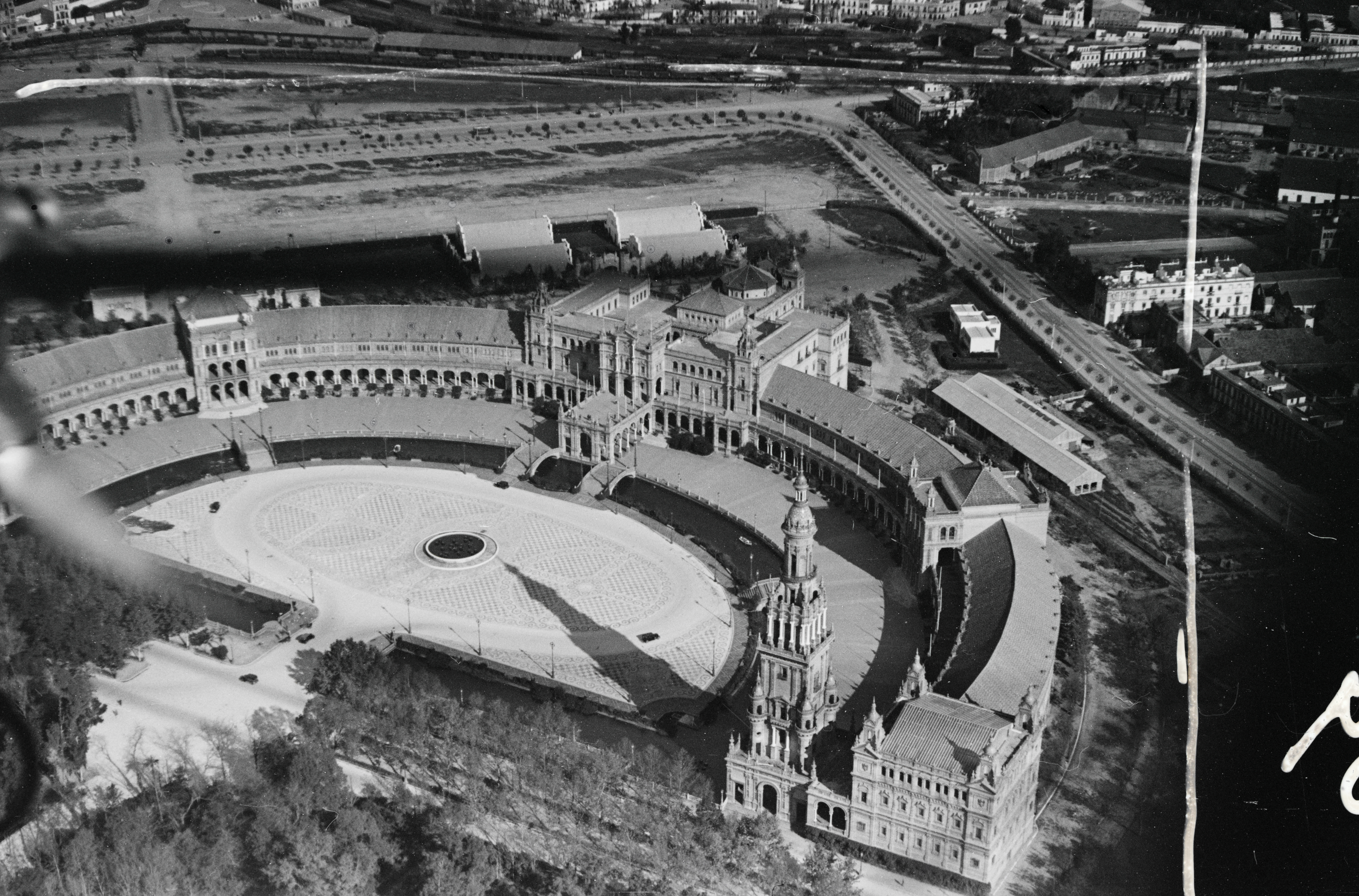
Vista aérea de 1932

### Parque Maria Luisa

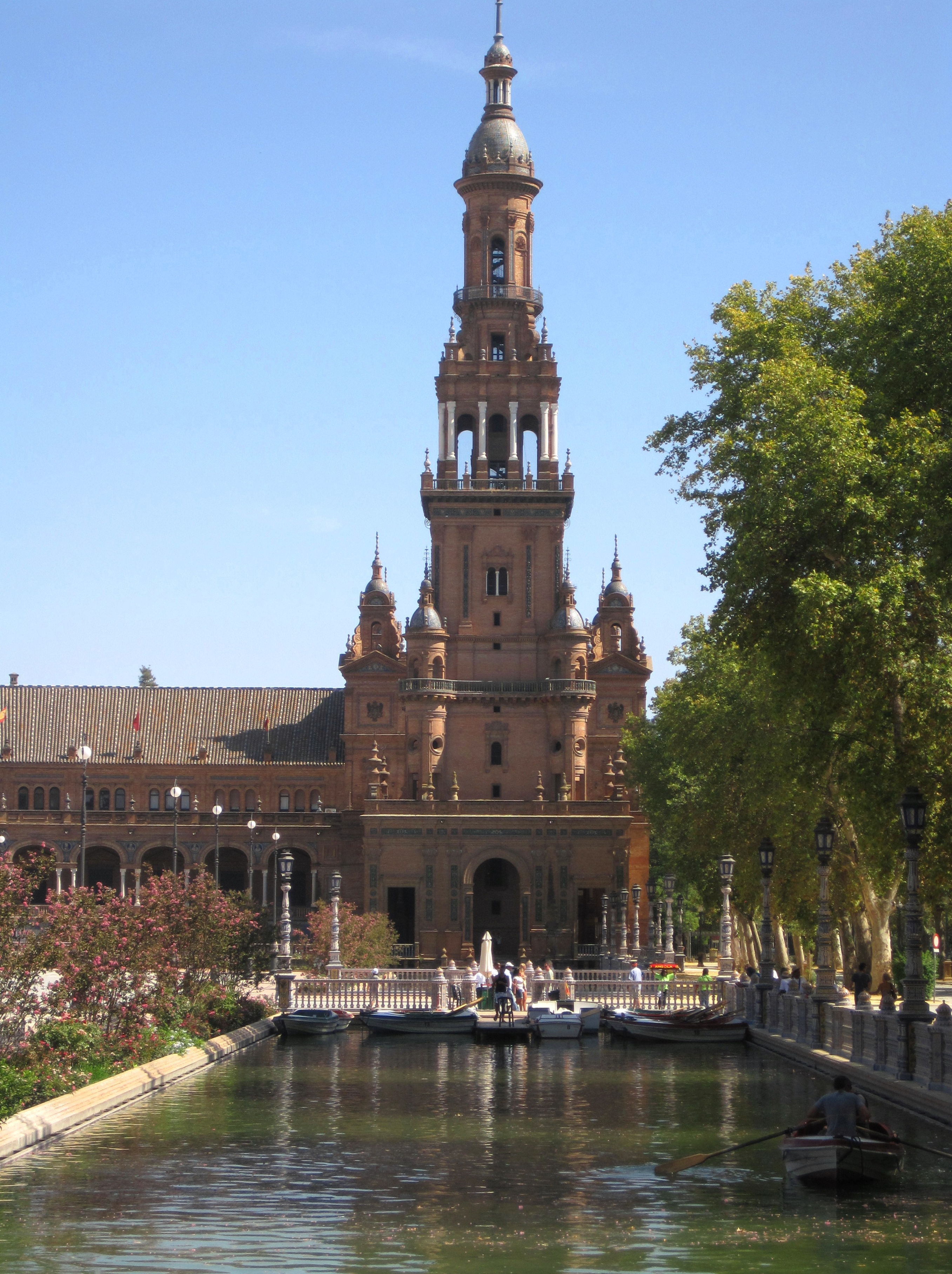
Torre sul e rio

Em 1929, Sevilha, sediou a Exposição Ibero-Americana da Feira Mundial, localizado no celebrado Parque de María Luisa. Os jardins dos parque foram desenhados por Jean-Claude Nicolas Forestier. Todo o extremo sul da cidade foi transformado em uma extensão de jardins e de grandes avenidas. O centro é o Parque de María Luisa, um "paradisical no estilo Mouro" com meia milha em azulejos, pavilhões, paredes, lagoas, bancos, e exhedras; plantações verdejantes  de palmeiras, laranjeiras, pinheiros mediterrâneos, e estilizados canteiros de flores; e com uma vinha oculta. Vários edifícios foram construídos para a exposição.

### A Plaza de España

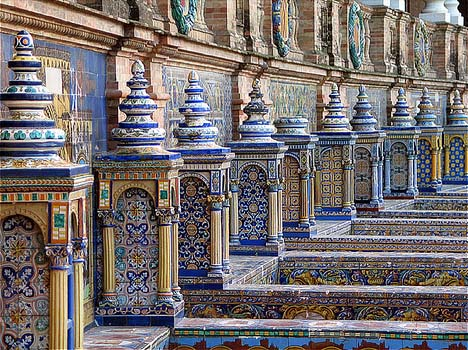
O piso em azulejo Provincial Nichos ao longo das paredes do Plaza de España

A Plaza de España, foi projetada por Aníbal González, um dos principais edifícios construídos no Parque Maria Luisa para exibir a indústria espanhola e a tecnologia. González, combinou Arte Deco dos 20 e "simulação de Mudéjar", e estilos Neo-Mudéjar. O complexo da Plaza de España é um grande semicírculo que representa os quatro antigos reinos da Espanha, com edifícios continuamente correndo ao redor da borda acessível sobre o fosso por inúmeras pontes. No centro está a fonte Vicente Traver. Pelas paredes da Plaza estão muitos pisos em azulejo alcovas, cada uma representando uma diferente província de Espanha.

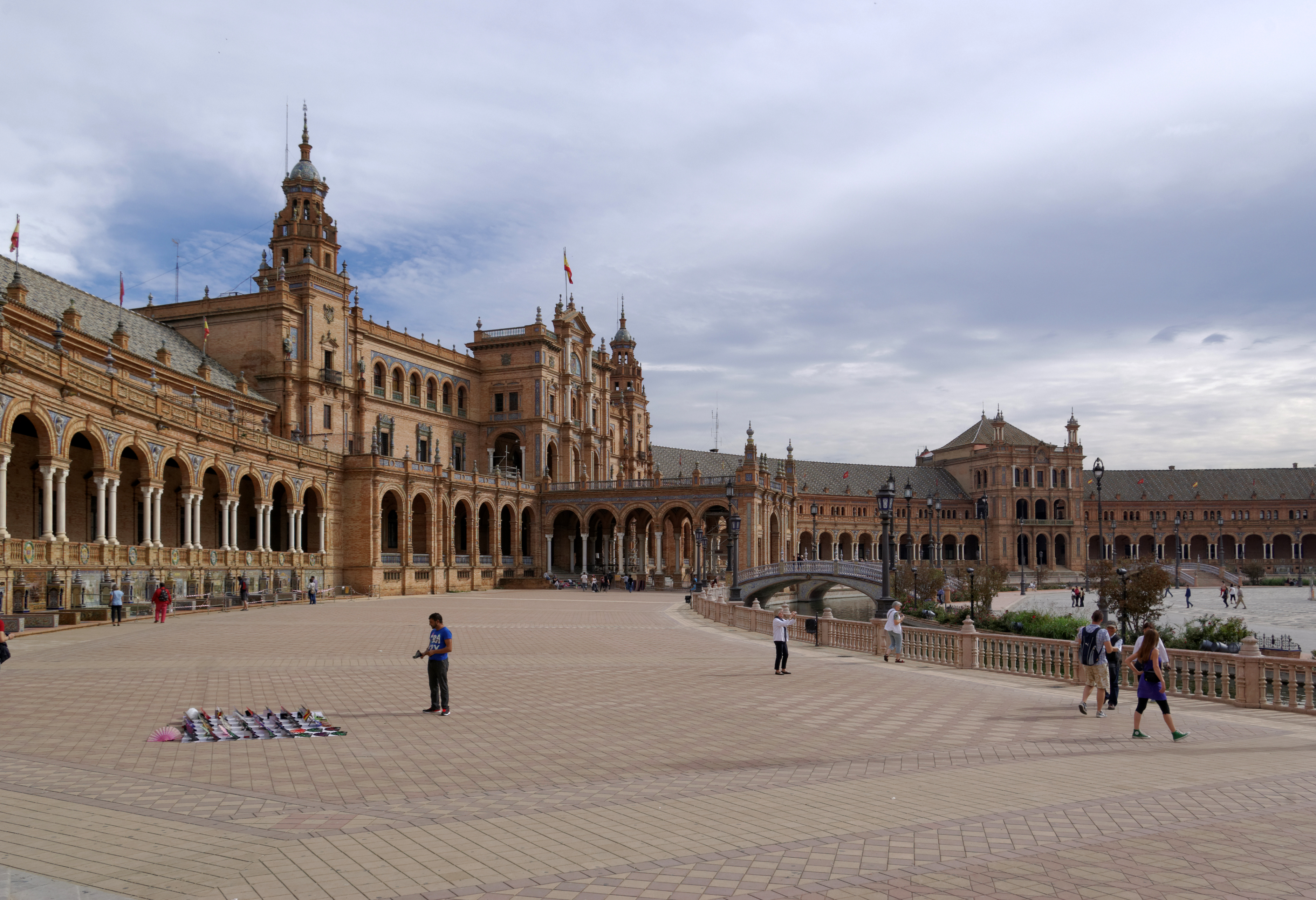
Ala sul do edifício

Hoje, a Plaza de España é composta principalmente de prédios do Governo. Os departamentos do governo central, após algumas adaptações estão localizados dentro dele. No final do parque, as maiores mansões da feira foram adaptadas como museus. O mais distante contém a coleção de arqueologia da cidade. As principais exposições de mosaicos romanos e artefatos italianos. 
A Plaza de España tem sido usada como um local de filmagem, incluindo cenas de Lawrence da Arábia (1962). O edifício foi usado como uma locação para Star Wars: Episódio II – Ataque dos Clones (2002) — em que é destaque em tomadas exteriores da Cidade de Theed, no planeta Naboo. É também destaque no filme de 2012, O Ditador.